# Hagioscope
Un hagioscope (du grec : άγιος, « saint » et σκοπός, « voir ») est, en architecture, une ouverture (ou oculus) aménagée dans un mur intérieur ou extérieur d'un sanctuaire catholique permettant aux personnes situées à l'extérieur de cet espace de suivre la célébration avec une vue sur l'autel. L'ouverture est souvent aménagée de façon à permettre aux personnes de ne pas être vues des assistants ou des célébrants. Elle est souvent construite de façon oblique.
Les raisons sont diverses : tradition des reclus, des ermites ou des anachorètes, règles ou interdits religieux divers, privilèges nobiliaires… De nombreux hagioscopes s'adressent aussi aux personnes excommuniées ou touchées par des maladies contagieuses, leur permettant de ne pas être mises à l'écart de la pratique religieuse et de suivre les célébrations. Le troisième concile de Latran de 1179 précise par exemple certains cas d'exclusion. Les hagioscopes sont parfois appelés en raison de ces usages particuliers « trous aux lépreux ». Ces hagioscopes ont souvent été condamnés et murés dès la fin des grandes épidémies de lèpre au XVIe siècle et restaurés plus récemment.
Il peut être aussi aménagé dans une chapelle seigneuriale (à l'intérieur d'une église), si celle-ci ne donne pas directement sur l'autel. 
À noter que d'autres hagioscopes sont destinés à des personnes soumises à des règles d'isolement (les ermites, anachorètes, reclus ou recluses) ou encore conçus pour permettre à une population ponctuellement plus abondante de fréquenter et d'assister de l'extérieur à des célébrations (pèlerinages) relativement à un local trop exigu.
Un exemple de règle : l'abbé Ælred de Rievaulx (1110-1167) du Yorkshire écrit un texte tout d'abord destiné à sa sœur intitulé La Vie de recluse qui va inspirer un mouvement de mortification qui s'étendra dans toute l'Europe, particulièrement en Grande-Bretagne, France, Belgique et Pays-Bas. Une autre règle monastique écrite et diffusée vers 1215 pour les recluses d'Angleterre s'appelait Ancrene Wisse. Son auteur était un religieux augustinien de l'abbaye de Wigmore située dans le North-West Herefordshire.
Des « recluses » vont ainsi vivre dans de petites cellules percées de ces petites ouvertures appelées hagioscopes qui leur permettent d'assister aux offices mais aussi de recevoir eau et nourriture des passants. Le cimetière des Saints Innocents de Paris abritait ainsi plusieurs reclusoirs tout au long du Moyen Âge, accueillant reclus et recluses.
L'époque majeure de construction des hagioscopes s'étend sur toute la période médiévale, de la période romane à la fin de l'époque gothique. Certains ont été construits plus tardivement ou restaurés à l'époque moderne.
Un exemple de restauration moderne est l'hagioscope de l'abbaye bénédictine Oesede de Georgsmarienhütte près d'Osnabrück (Basse-Saxe) en Allemagne. Dans le transept situé à l'est de l'église abbatiale furent trouvés, lors de fouilles réalisées dans les années 1980, les vestiges d'un hagioscope vraisemblablement destiné aux lépreux. Cet hagioscope fut reconstitué et a retrouvé sa place dans l'édifice. Un autre exemple est l'hagioscope de la chapelle des Johannites (érigée en 1250) de l'ancien couvent de Bokelesch et qui fut retrouvé muré. Il fut restauré en 2004 lors de la rénovation de l'église.

## France
Exemples :
Bas-Rhin

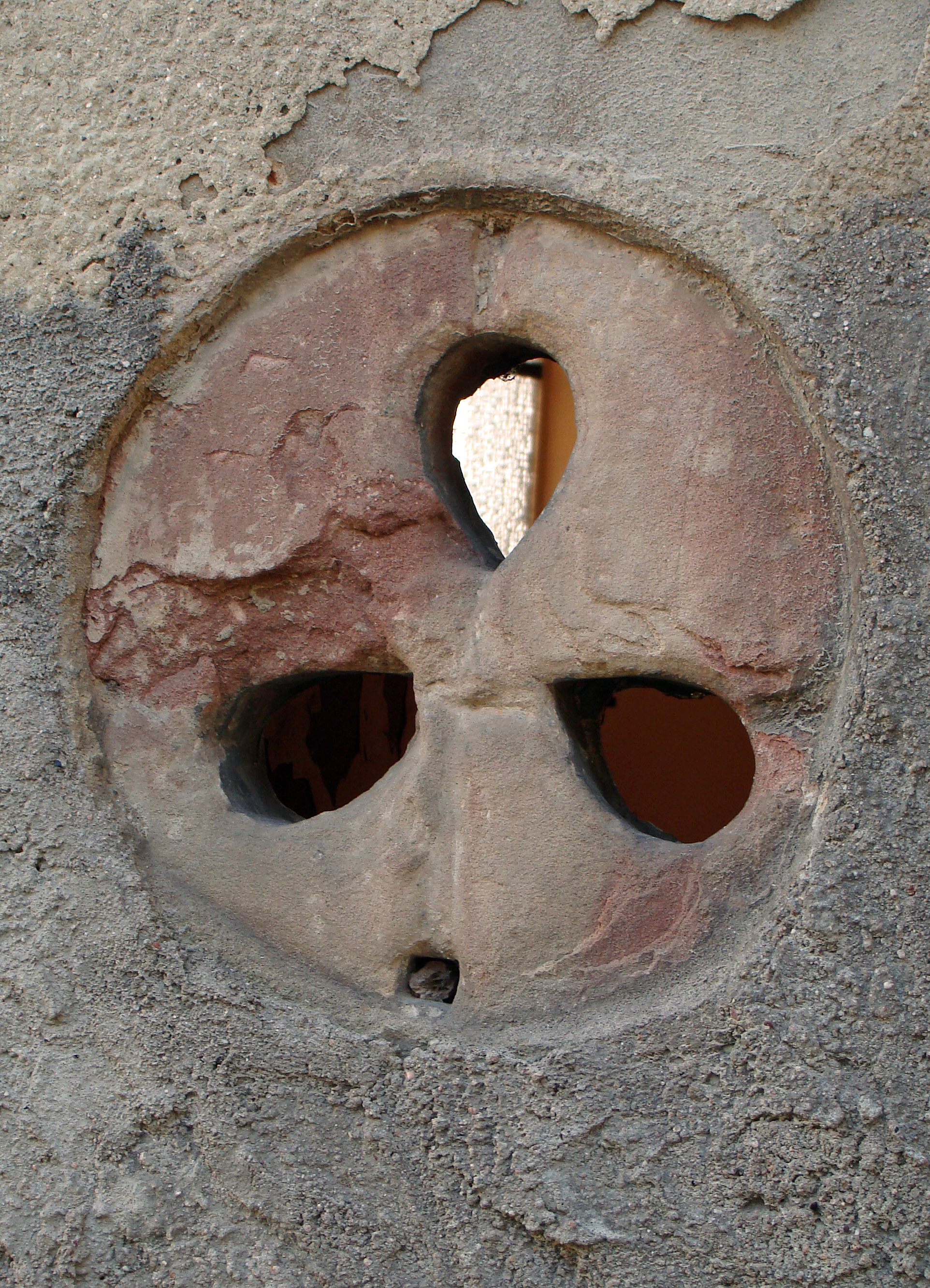
Hagioscope du chœur de l'ancienne église Saint-Maurice de Freyming-Merlebach.

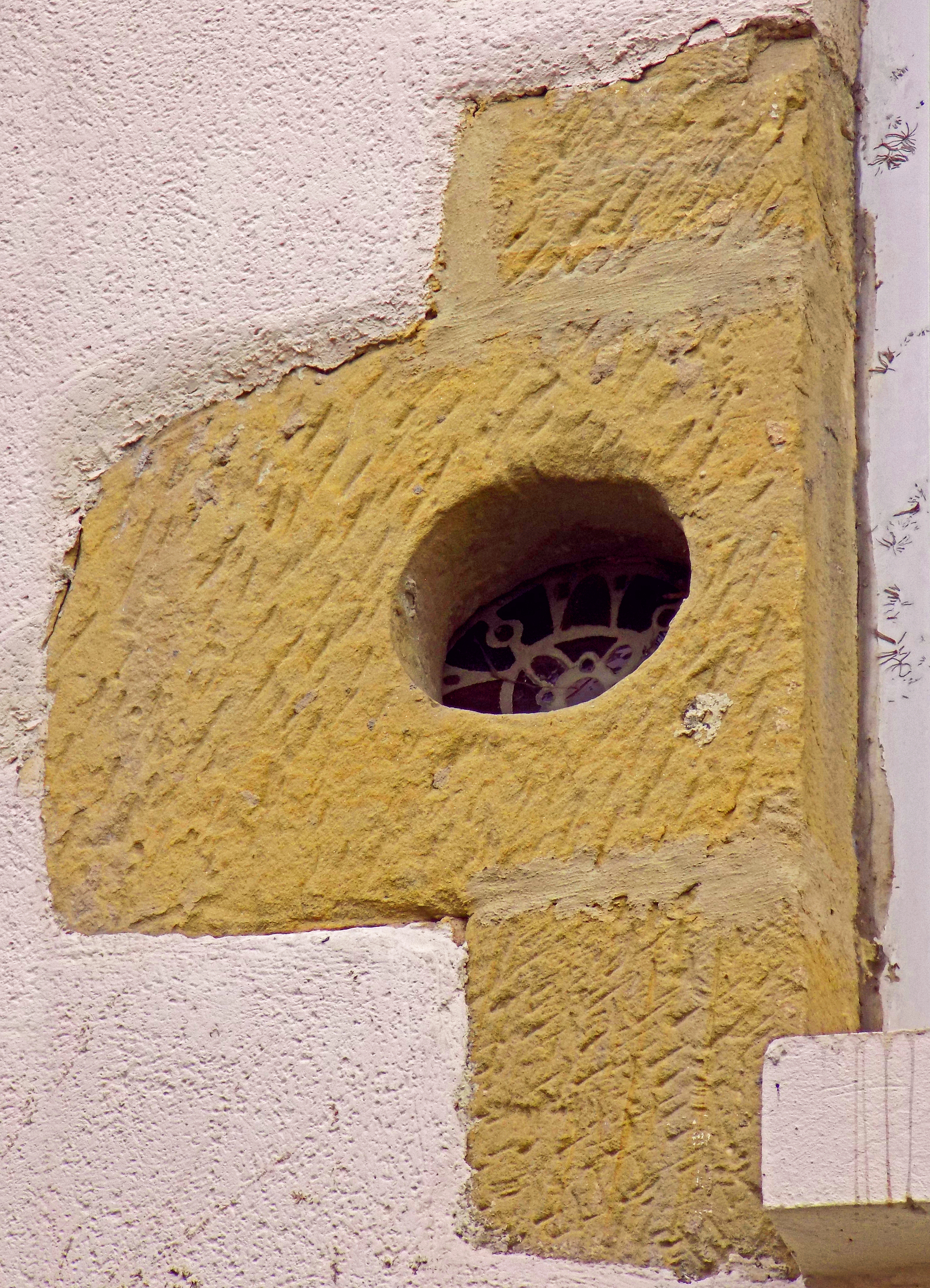
Hagioscope, église Saints-Pierre-et-Paul de Saint-Avold.

- Domfessel : église fortifiée Saint-Gall.

Calvados
- Deauville : église Saint-Laurent.
- Dives-sur-Mer : église Notre-Dame (« trou aux lépreux »).

Côtes-d'Armor
- Tonquédec : chapelle du château de Tonquédec.

Gard
- Villeneuve-lès-Avignon : ancienne Chartreuse Notre-Dame-du-Val-de-Bénédiction. Dans les 7 cellules de la Bugade, pointant vers l'autel de la chapelle.

Haute-Saône
- Ouge : église Saint-Rémy.
- Pesmes : chapelle seigneuriale d'Andelot et chapelle Saint-Jean-Baptiste dans l'église de Pesmes (XVIe siècle).

Haute-Savoie
- Minzier : chapelle castrale de Novéry.

Isère
- Saint-Geoire-en-Valdaine : chapelle du château de Longpra (En surplomb, depuis l'étage supérieur de la chapelle).

Loire
- Montrond : église de Montrond.

Meuse
- Avioth : Basilique Notre-Dame d'Avioth

Morbihan
- Josselin : basilique Notre-Dame-du-Roncier (XIVe siècle).
- Sarzeau : chapelle du château de Suscinio.

Moselle
- Freyming-Merlebach : ancienne église Saint-Maurice.
- Saint-Avold : ancienne église Saints-Pierre-et-Paul.
- Saint-Avold : chapelle de la Sainte-Trinité.
- Faulquemont : chapelle Saint-Vincent.

Paris
- Église Saint-Gervais-Saint-Protais.

Saône-et-Loire
- Cluny : chapelle Jean de Bourbon dans l'ancienne abbaye de Cluny.
- Laives : Église Saint-Martin de Laives, XIe siècle.

Yonne
- Vassy-sous-Pisy : église Saint-Martin.

## Allemagne
Exemples :
- chapelle castrale d'Iburg, Bad Iburg (Basse-Saxe)
- chapelle des Johannites de l'ancien couvent de Bokelesch, Saterland (Basse-Saxe)
- église réformée de Großwolde à Westoverledingen, Ostfriesland (Basse-Saxe)
- église réformée de Westerhusen paroisse de Hinte, Ostfriesland (Basse-Saxe)
- église luthérienne de Roggenstede paroisse de Dornum, Ostfriesland (Basse-Saxe)
- St. Marien-Kirche de Nesse paroisse de Dornum, Ostfriesland (Basse-Saxe)
- St. Aegidien Kirche de Stedesdorf Sprengel, Ostfriesland (Basse-Saxe)
- église réformée de Rysum, Krummhörn, Ostfriesland (Basse-Saxe)
- église luthérienne de Suurhusen, Ostfriesland (Basse-Saxe)
- St. Magnus-Kirche de Sande, en Frise (Basse-Saxe)
- église réformée de Tergast, paroisse de Moormerland, Ostfriesland (Basse-Saxe)
- église de Midlum, Rheiderland (Basse-Saxe)
- St. Liudger-Kirche de Holtgaste, Rheiderland (Basse-Saxe)
- St. Petri-Kirche de Aurich-Oldendorf, Ostfriesland (Basse-Saxe)
- église zum Heiligen Kreuz de Kirchwahlingen (Böhme) Lüneburger Heide (Basse-Saxe)
- abbaye d'Isenhagen de Hankensbüttel, près de Gifhorn (Basse-Saxe)
- chapelle St.-Antonius de Gescher-Tungerloh-Capellen (Nordrhein-Westfalen)
- église St. Ulricus de Börninghausen, Preußisch Oldendorf, près de Minden-Lübbecke (Nordrhein-Westfalen)
- église de l'hôpital de Sankt-Eligius de Neuerburg (Rhénanie-Palatinat)
- église Sankt Peter und Paul du cimetière de Nusplingen, Zollernalbkreis (Bade-Wurtemberg)
- église St. Cyriakus de Berghausen, Hochsauerlandkreis (Nordrhein-Westfalen)
- église de Strackholt (Großefehn), Ostfriesland (Basse-Saxe)

## Danemark
Exemples :
- église de Sønderhaa
- église de Hassing
- église de Ørum
- église de Elsø
- église de Ørding
- église de Erslev
- église de Dragstrup
- église de Skallerup

## Irlande
Exemple :
- église de Saint-Nicolas Carrickfergus

## Italie
Exemple :
- église de la Santissima Trinità (Sveta Trojica) de Monteaperta, commune de Taipana, province d'Udine, Frioul-Vénétie Julienne (XIIIe siècle)

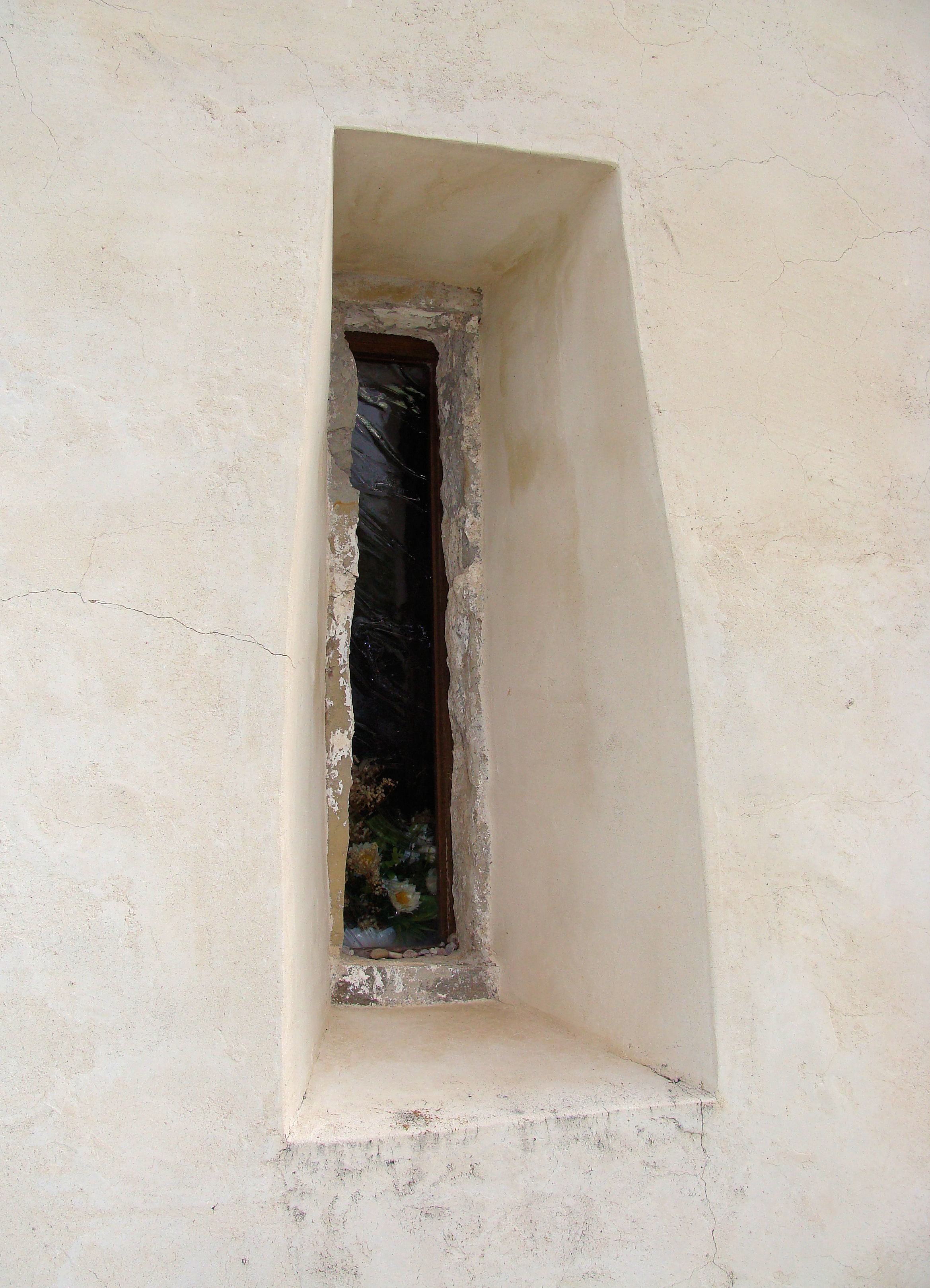
Hagioscope de l'église de la Santissima Trinità de Monteaperta (Italie).

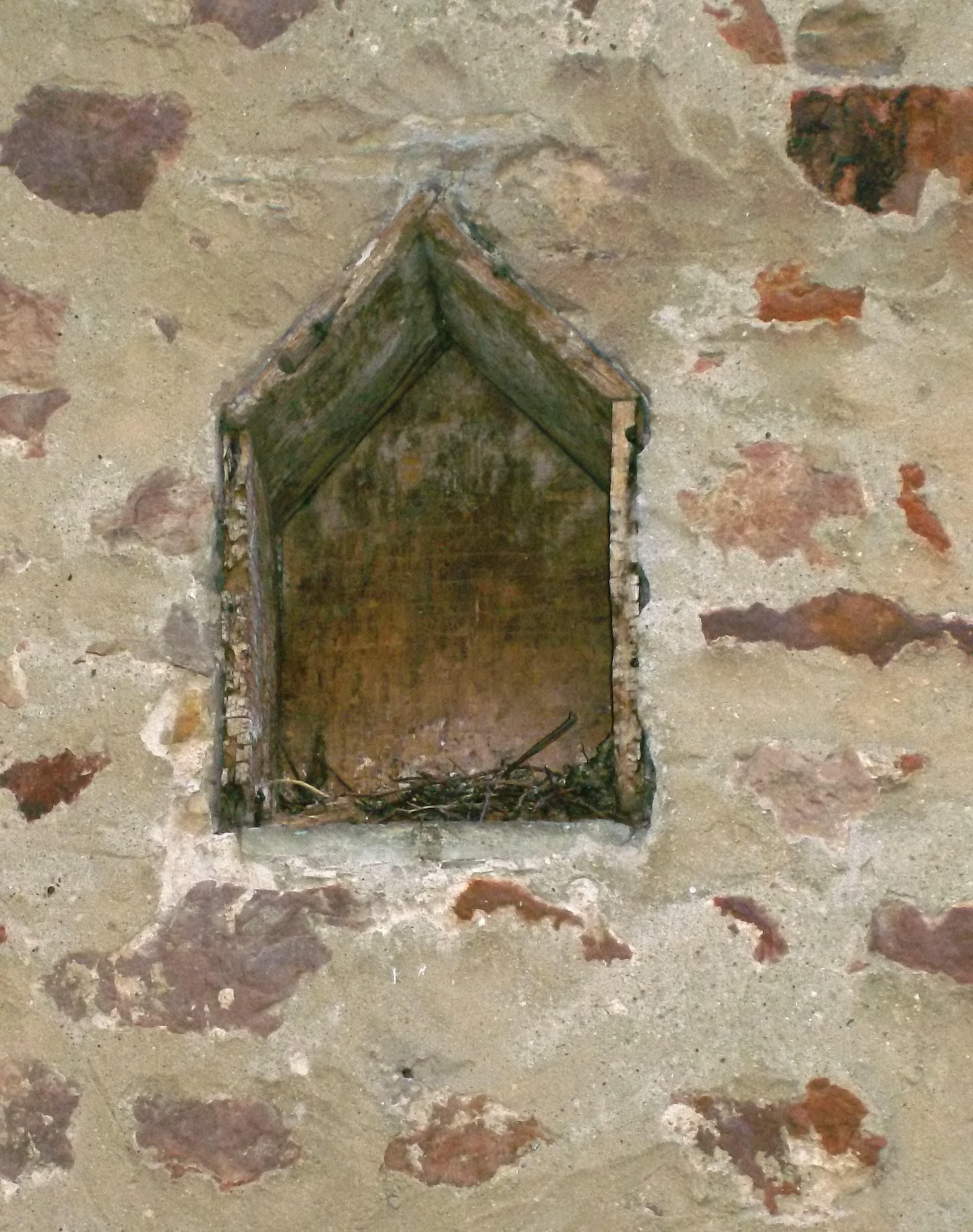
Hagioscope de la chapelle castrale d'Iburg.

## Pays-Bas
Exemples :
- église St.-Vitus de Wetsens paroisse de Dongeradeel
- église de Jistrum paroisse de Tytsjerksteradiel, province de Frise

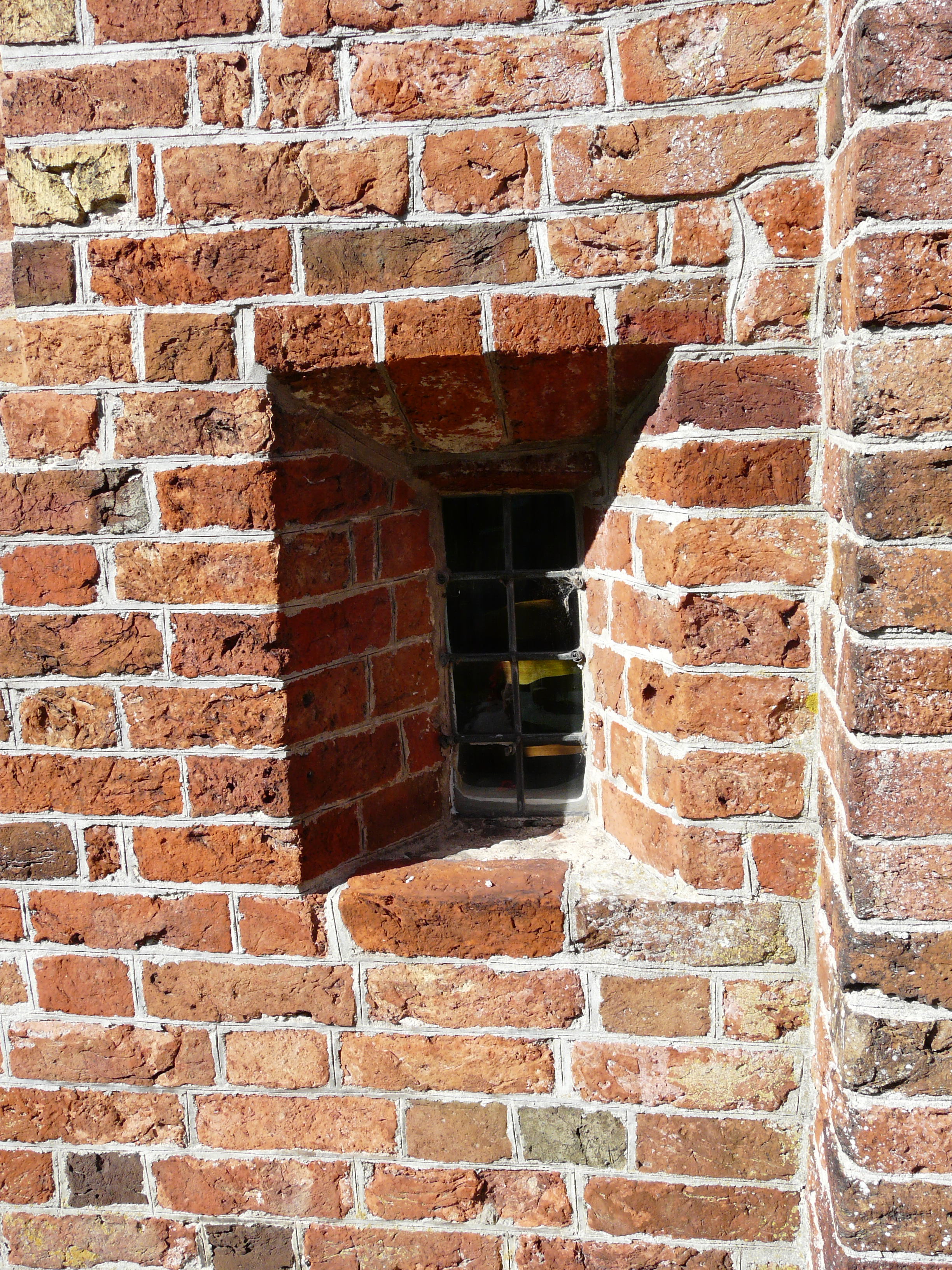
Hagioscope de l'église de Jistrum.

## Suède
Exemples :
- église d'Atlingbo, Gotland
- église de Bro près de Visby, Gotland
- église d'Endre, Gotland
- église de Martebo, Gotland
- église de Munktorp, Västmanland
- cathédrale de Strängnäs, Södermanland
- église de Väskinde, Gotland
- église de Vall, Gotland
- église de Vireda, Småland
- église de Granhult d'Uppvidinge, comté de Kronoberg (Småland)
- église d'Husaby, Götene, province de Västergötland
- église abbatiale de Vreta, Linköping, comté d'Östergötland

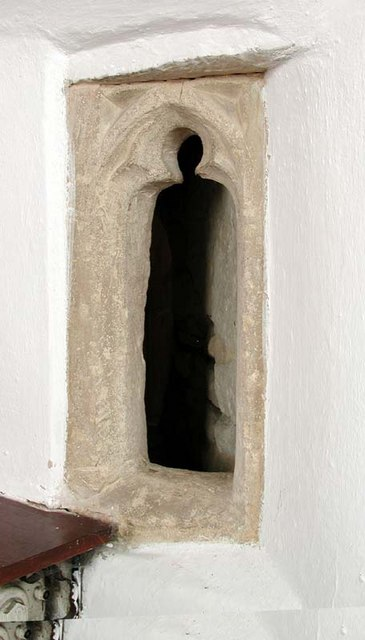
Hagioscope de l'église de Tilbrook.

## Grande-Bretagne
Exemples :
- église de St James' de Great Ormside, Cumbria
- prieuré de St Bees, St Bees, Cumbria
- église Ste Mary, Easington, County Durham
- église de St Martin de Wareham, Dorset
- église Ste Mary, Lytchett Matravers
- église de St. Laurence and All Saints, Eastwood, Essex
- église de St Andrew and St Bartholomew d'Ashleworth, Gloucestershire
- église de Holy Rood, Holybourne, Hampshire
- église de St. Cuthbert, Aldingham, Lancashire
- église de St James' The Less de Sulgrave, Northamptonshire
- église Ste Mary, Grendon, Northamptonshire
- église de St Cuthbert, Beltingham, Northumberland
- église de St Aidan Bamburgh Northumberland
- église de St Oswald de Sowerby, North Yorkshire
- église de la Sainte-Trinité d'York, Yorkshire
- église de St Peter d'Upton, Nottinghamshire
- église de St Nicholas d'Old Marston, Oxfordshire
- église de St Nicholas de Kenilworth, Warwickshire
- église Ste Mary and St Cuthbert de Chester-le-Street
- église All Saints, Tilbrook, Cambridgeshire